# 埼玉県道・群馬県道83号熊谷館林線

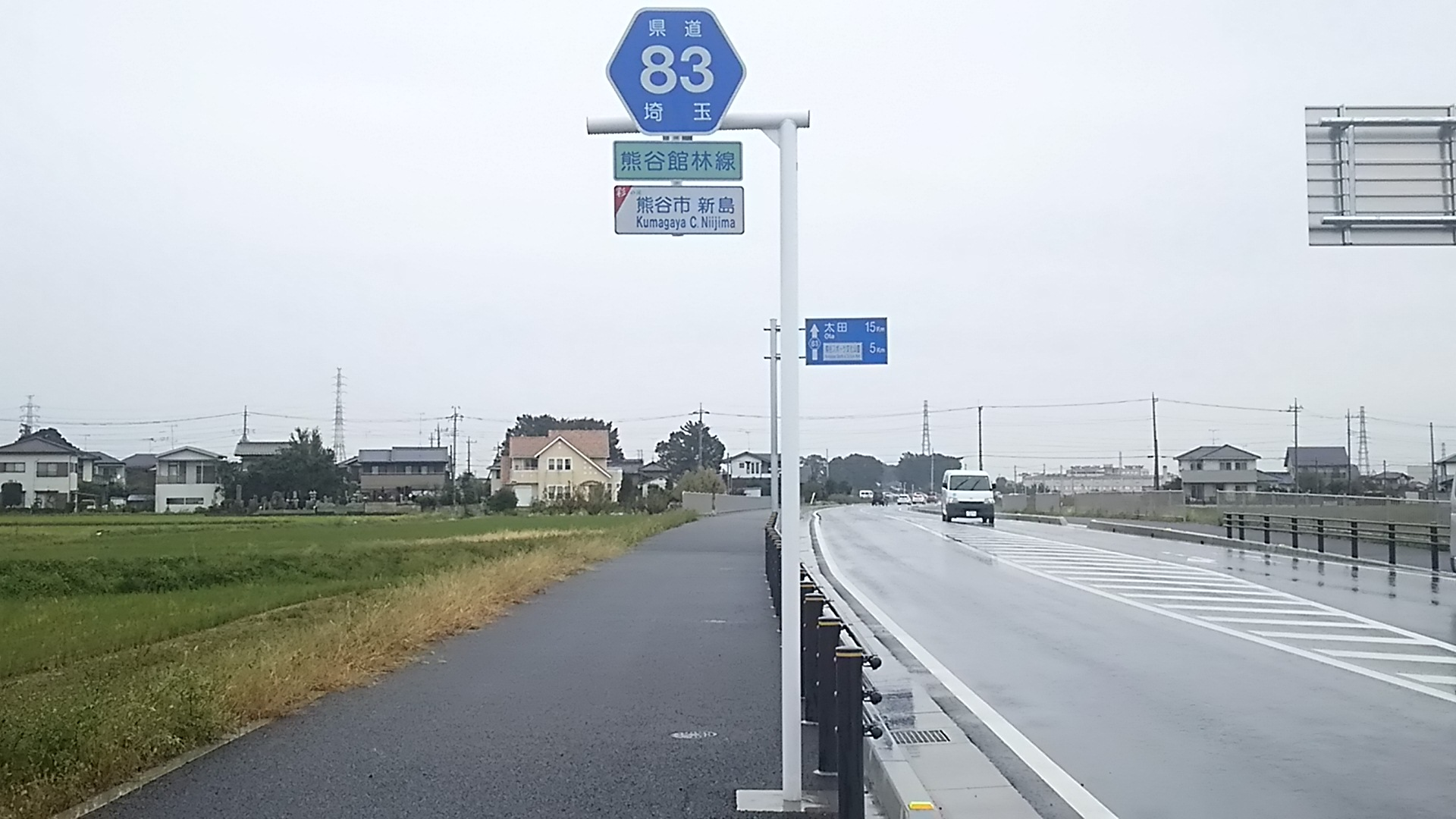
埼玉県熊谷市新島(北)交差点付近

埼玉県道・群馬県道83号熊谷館林線（さいたまけんどう・ぐんまけんどう83ごう くまがやたてばやしせん）は、埼玉県熊谷市から群馬県館林市に至る県道（主要地方道）である。

## 概要
埼玉県熊谷市新島の国道17号交点から群馬県館林市青柳町の県道7号佐野行田線交点に至る。
互いに「暑い街」として有名な埼玉県北部の主要都市である熊谷市と、群馬県東部の主要都市である館林市を1本で連絡する唯一の路線である。しかし、後述の通り県境部の道路が供用されておらず、自動車は通過不能となっている。

### 路線データ
- 起点：埼玉県熊谷市
- 終点：群馬県館林市

県境の自動車通行不能区間のほか、他路線との重複によって、物理的に埼玉県内3区間・群馬県内2区間の5区間に分断されている。特に起点区間と2つ目の区間の間は交通の連続性が無く、政治的理由で既存の国道2本に重複させて無理矢理一本の路線として結んでいる（#熊谷市街地の新旧3経路についてを参照）。

### 埼玉県内区間
埼玉県内の総延長は、9,428メートル (m) である
熊谷市新島の国道17号に熊谷市道宮塚古墳通り（愛称）が接続する新島（北）交差点を起点とし、宮塚古墳通りから直進する形で田園地帯を進み、途中から住宅地に入ると、途中熊谷市スポーツ文化村「くまぴあ」前を通り、国道407号（妻沼バイパス）のくまぴあ入口交差点と至る。
ここからは国道407号及び国道17号熊谷バイパスとの重複区間である。
熊谷バイパス肥塚交差点からは再び単独区間として北上する。
熊谷バイパスから別れると、約1km程の間、歩道に並木道が整備されている。並木道を超えると、ト字の交差点となり、熊谷スポーツ文化公園の入口となっている。
さらに先は、田園地帯の間を抜け、集落（中条地区）となる。集落を抜け、上中条交差点を左折してさらに田園地帯を抜けると、行田市に入って、次の集落（北河原地区）になる。ここで、県道59号羽生妻沼線が合流して重複区間となり、再び熊谷館林線の案内表示が消失する。
重複区間内で再び熊谷市内（旧妻沼町）に入り、埼玉県区間最後の集落（葛和田地区）内で県道59号羽生妻沼線を分岐し、再び単独区間となると集落の突き当たりが利根川の堤防になる。堤防を越え、河川敷の葛和田サッカー場を横に見て進んだ突き当たりが渡河区間の起点（乗船場）であり、埼玉県側の供用区間の終点である。

### 利根川渡河
埼玉県と群馬県の県境である利根川においては架橋されておらず、赤岩渡船による渡河区間となっており、群馬県営で千代田町に委託する形で運営されている。

### 群馬県内区間
利根川の左岸から群馬県側の路線が始まると堤防を降りてすぐの交差点が赤岩交差点で、それを右折し、短距離ながら群馬県道38号足利千代田線と重複し、すぐの赤岩東交差点を今度は左折し、千代田町中央部を北上する。進路を北東に変えるとその先は田園地帯を進む。
直進方向ながら鋭角な野辺町交差点から東方向に進み、鞍掛工業団地の南をかすめ、埼玉県内区間（熊谷市）の田園地帯を圧倒する広大な田園地帯を抜け、次第に再び北東方向に進路を変えながら、国道122号館林明和バイパスと交差した後、館林市街地の南側の入口である青柳交差点で群馬県道7号佐野行田線に突き当たり、終点となる。

## 新道計画

### 利根川新橋
未事業化
渡河区間に新橋を架橋することにより、恩恵を受ける市町（埼玉県熊谷市・行田市・深谷市、群馬県太田市・館林市・明和町・千代田町・大泉町・邑楽町、栃木県足利市）で構成される「利根川新橋建設促進期成同盟会」（会長：熊谷市長）による話し合いと両県への働きかけを行っている。市民有志による「利根川新橋を架ける市民の会」も設立されている。
新たに橋を架け、現道と新橋を結ぶ新道を合わせて整備するバイパス計画。
この新橋は、熊谷館林線としての役割に加え、熊谷市南部と足利市を既設の国道407号とは別ルートにて結ぶ新たな広域幹線道路の一部を担うことも想定されている。
群馬県より発表されている県土整備の長期計画では、近年“利根川の新橋整備（赤岩）”について記述がされており、2013-2022年版に『2022年度までに着手予定』の一覧に記載され、2018-2027年版（2018年3月）では「2027年までに着手予定」の一覧に記載されつつも前版から引き継がれ『2022年度までに着手予定』と注釈されていた。しかし、2021年4月発表（2020年）版では、「2024年度までに着手予定」にも記載されず、一段階下にある「着手に向けて検討」（時期の記載無し）へと格下げされてしまっており、事業化への道は一旦遠のいていた。
しかし、2023年5月に両県で予算で調査費用が計上され、これに対し、両知事も建設に前向きな姿勢を見せており、計画が一歩動き出すこととなった。
また、新橋架設位置については、熊谷側の妻沼グライダー飛行場に少なからず影響を与える場所が見込まれている。

## 歴史

### 年表
- 1993年（平成5年）5月11日：建設省から、県道熊谷館林線が熊谷館林線として主要地方道に指定される[9]。
- 1994年（平成6年）4月1日：群馬県より県道路線認定に関する告示（昭和34年群馬県告示第389号）の一部が改正され、熊谷館林線（整理番号83）となる[10]。
- 2000年（平成12年）：本町起点-箱田通り-肥塚（国道17号熊谷バイパス手前）間（旧々道）を熊谷市に移管し、筑波起点-福祉センター通線〈愛称さいたま博通り（現ラグビーロード）〉-肥塚間の経路（旧道）に変更（詳細は下記参照）
- 2019年（令和元年）5月20日：都市計画道路熊谷西環状線開通、新島起点-熊谷西環状線-妻沼バイパス-熊谷バイパス-肥塚間の新道供用開始[11]。
- 2020年（令和2年）3月31日：筑波起点の経路を県道128号熊谷羽生線と重複していた区間を除いて熊谷市に移管、新島起点の経路が本線・現道となる[1]。

### 熊谷市街地の新旧3経路について
熊谷市街地の起点-国道17号熊谷バイパス肥塚交差点間は、先述のとおり2020年3月31日時点で2019年5月に開通した新島地区を起点とする経路が指定されている。それまでは筑波地区を起点とする経路（旧道）、更に以前は本町地区を起点とする経路（旧々道）が指定されており、少なくとも2度に渡り、熊谷市街地の全区間を付け替える変更が行われている。
旧々道は、熊谷市本町の国道17号交点（熊谷市役所入口交差点）を起点とし、市役所通り・北大通り・箱田通りと愛称のついたルートを辿って、国道17号熊谷バイパスの肥塚交差点の手前約160 m地点で、旧道に合流する。箱田通りは商店街で、中央線の無い狭い通りとなっており、同通りを抜けると中央線はあるものの旧道合流までの区間には歩道が整備されていなかった上、路線バスも通過していた。
旧道は、さいたま博（現在のスポーツ文化公園西側で1988年に開催）のアクセス路整備の一環で、都市計画道路福祉センター通線として1987年3月に開通した街路である。2004年に開催された第59回国民体育大会（彩の国まごころ国体）関連整備の一環として、2000年に福祉センター通線及び国道17号筑波交差点から熊谷羽生線と重複して福祉センター線と分岐する地点までが熊谷館林線に指定され（旧道）、代替にそれまでの熊谷館林線（旧々道）が熊谷市に移管された（路線バスは2004年9月に経路変更）。熊谷駅前の埼玉県道91号熊谷停車場線に続く形で国道17号の筑波交差点を起点とし、同じく筑波交差点を起点とし重複していた埼玉県道128号熊谷羽生線と末広交差点で別れると、ほぼ北方に直進し、肥塚で旧々道と合流すると、すぐに熊谷バイパス肥塚交差点と至り、現道へ接続する。
現道の建設と旧道廃止（熊谷市移管）の経緯について、今の現道は都市計画道路「熊谷西環状線」として整備計画が立てられたもので、国道17号本線深谷市方面と国道407号妻沼バイパス太田市方面間を短絡するルートである為、旧道と熊谷バイパス以北のルートから考えれば、本来熊谷館林線とは関連が無く接続もしない道路計画だが、熊谷市と埼玉県の協議の結果、埼玉県（熊谷県土整備事務所）が整備することとなったことから、計画地から一番直近の主要地方道である熊谷館林線の新道に位置づけて整備を加速させることとなった。
それに伴い、建設に先駆けて、2012年11月に起点の熊谷市新島より熊谷市肥塚までの計3,870mが県道熊谷館林線の新しい経路（新B）として告示された。熊谷西環状線区間の指定に当たっては、従来の筑波起点-熊谷バイパス間の現道（熊谷羽生線との重複区間を除く）を熊谷市に移管し、熊谷西環状線を県道熊谷館林線の本線として置き換えることを前提としており、先述の通り、2020年3月31日付で移管が実施され、旧道は市道135号となった。また、2015年に熊谷市がラグビーワールドカップ2019の会場の一つとして決定したことにより、関連道路整備の一部に組み込まれて整備が加速、開通により、開催時のシャトルバス運行ルートの一つ（熊谷運動公園駐車場・熊谷市スポーツ文化村くまぴあ-熊谷ラグビー場）としても活用された。

## 路線状況

### 通称
- ラグビーロード：熊谷市肥塚 - 今井（熊谷スポーツ文化公園くまがやドーム入口）
ラグビーロード自体は、熊谷駅前 - 県道熊谷停車場線 - 筑波交差点 - 末広 - くまがやドーム入口
  - かつてはさいたま博通り：熊谷市末広（埼玉県道128号熊谷羽生線分岐）- 肥塚 - 今井（熊谷スポーツ文化公園ラグビー場入口）だったが、2018年4月1日付で転換[19]

### 重複区間
- ☆ 国道407号妻沼バイパス（熊谷市代・くまぴあ入口交差点 - 代交差点）
- ☆ 国道17号熊谷バイパス（熊谷市代 - 熊谷市肥塚）
- 埼玉県道303号弥藤吾行田線（熊谷市上中条 地内）
- ☆ 埼玉県道59号羽生妻沼線（行田市北河原・北河原交差点 - 熊谷市葛和田・秦小学校前交差点）
- ☆ 群馬県道38号足利千代田線（群馬県邑楽郡千代田町赤岩・赤岩交差点 - 千代田町赤岩・赤岩東交差点）

☆：熊谷館林線より上位道路（県道番号が若い・国道）の為、熊谷館林線の案内が省略されている区間。

## 地理

### 通過する自治体
- 埼玉県
  - 熊谷市
  - 行田市
- 群馬県
  - 邑楽郡千代田町
  - 館林市

### 交差する道路
| 交差する道路                                        | 交差する道路                                      | 交差点名                   | 所在地 | 所在地         |
| --------------------------------------------------- | ------------------------------------------------- | -------------------------- | ------ | -------------- |
| 熊谷市道宮塚古墳通り 熊谷東松山道路・東松山市方面   |                                                   |                            |        |                |
| 国道17号                                            | 国道17号                                          | 新島(北)                   | 埼玉県 | 熊谷市         |
|                                                     | （玉井東通線）                                    | 玉井(東)                   | 埼玉県 | 熊谷市         |
| 国道407号（妻沼バイパス東松山方面）                 | 国道407号（妻沼バイパス東松山方面）               | くまぴあ入口 ※             | 埼玉県 | 熊谷市         |
| （国道407号（妻沼バイパス）重複区間）               |                                                   |                            | 埼玉県 | 熊谷市         |
| （国道17号（熊谷バイパス）重複区間）                |                                                   |                            | 埼玉県 | 熊谷市         |
| 国道17号（熊谷バイパス東京方面）                    | 旧道（熊谷駅方面）                                | 肥塚 ※                     | 埼玉県 | 熊谷市         |
|                                                     | 埼玉県道303号弥藤吾行田線                         |                            | 埼玉県 | 熊谷市         |
| 埼玉県道303号弥藤吾行田線 埼玉県道362号上中条斎条線 |                                                   | 上中条 ※                   | 埼玉県 | 熊谷市         |
| 埼玉県道59号羽生妻沼線                              |                                                   | 北河原                     | 埼玉県 | 行田市         |
| （羽生妻沼線重複区間）                              | （羽生妻沼線重複区間）                            | （羽生妻沼線重複区間）     | 埼玉県 | 熊谷市         |
|                                                     | 埼玉県道59号羽生妻沼線                            | 秦小学校前                 | 埼玉県 | 熊谷市         |
| 埼玉県道416号利根川自転車道線（利根川堤防道路）     |                                                   |                            | 埼玉県 | 熊谷市         |
| 利根川渡河区間（赤岩渡船）                          | 利根川渡河区間（赤岩渡船）                        | 利根川渡河区間（赤岩渡船） | 群馬県 | 邑楽郡千代田町 |
| 群馬県道38号足利千代田線・群馬県道152号赤岩足利線   | 群馬県道38号足利千代田線・群馬県道152号赤岩足利線 | 赤岩 ※                     | 群馬県 | 邑楽郡千代田町 |
| （足利千代田線重複区間）                            |                                                   |                            | 群馬県 | 邑楽郡千代田町 |
|                                                     | 群馬県道38号足利千代田線                          | 赤岩東 ※                   | 群馬県 | 邑楽郡千代田町 |
| 群馬県道20号足利邑楽行田線                          | 群馬県道20号足利邑楽行田線                        | 野辺町                     | 群馬県 | 館林市         |
| 群馬県道361号矢島大泉線                             | 群馬県道361号矢島大泉線                           | 上三林                     | 群馬県 | 館林市         |
| 国道122号（館林明和バイパス）                       | 国道122号（館林明和バイパス）                     | 第三中学校南               | 群馬県 | 館林市         |
| 群馬県道7号佐野行田線                               | 群馬県道7号佐野行田線                             | 青柳                       | 群馬県 | 館林市         |

- 熊谷バイパスとの重複区間内では、埼玉県道341号太田熊谷線と交差。
- 羽生妻沼線との重複区間内では、埼玉県道359号葛和田新堀線と交差。
- ※印の交差点（及び重複区間内妻沼BPと熊谷BPの交差する代交差点）は、直進方向では無く、右左折が必要。

## 沿道の主要施設
埼玉県
熊谷市
- 熊谷市スポーツ文化村くまぴあ
- 熊谷市消防本部／熊谷消防署
- 埼玉県営熊谷スポーツ文化公園

行田市
- 中条堤跡
- 行田北河原郵便局

熊谷市（旧妻沼町）
- 利根川総合運動公園葛和田サッカー場
- 妻沼グライダー飛行場
- 熊谷市立荻野吟子記念館

群馬県
千代田町
- 赤岩郵便局
- 千代田町民プラザ
- 千代田町保健センター

館林市
- 鞍掛工業団地
- 群馬県立館林高等特別支援学校
- 近藤沼公園
- 茂林寺前駅

## ギャラリー

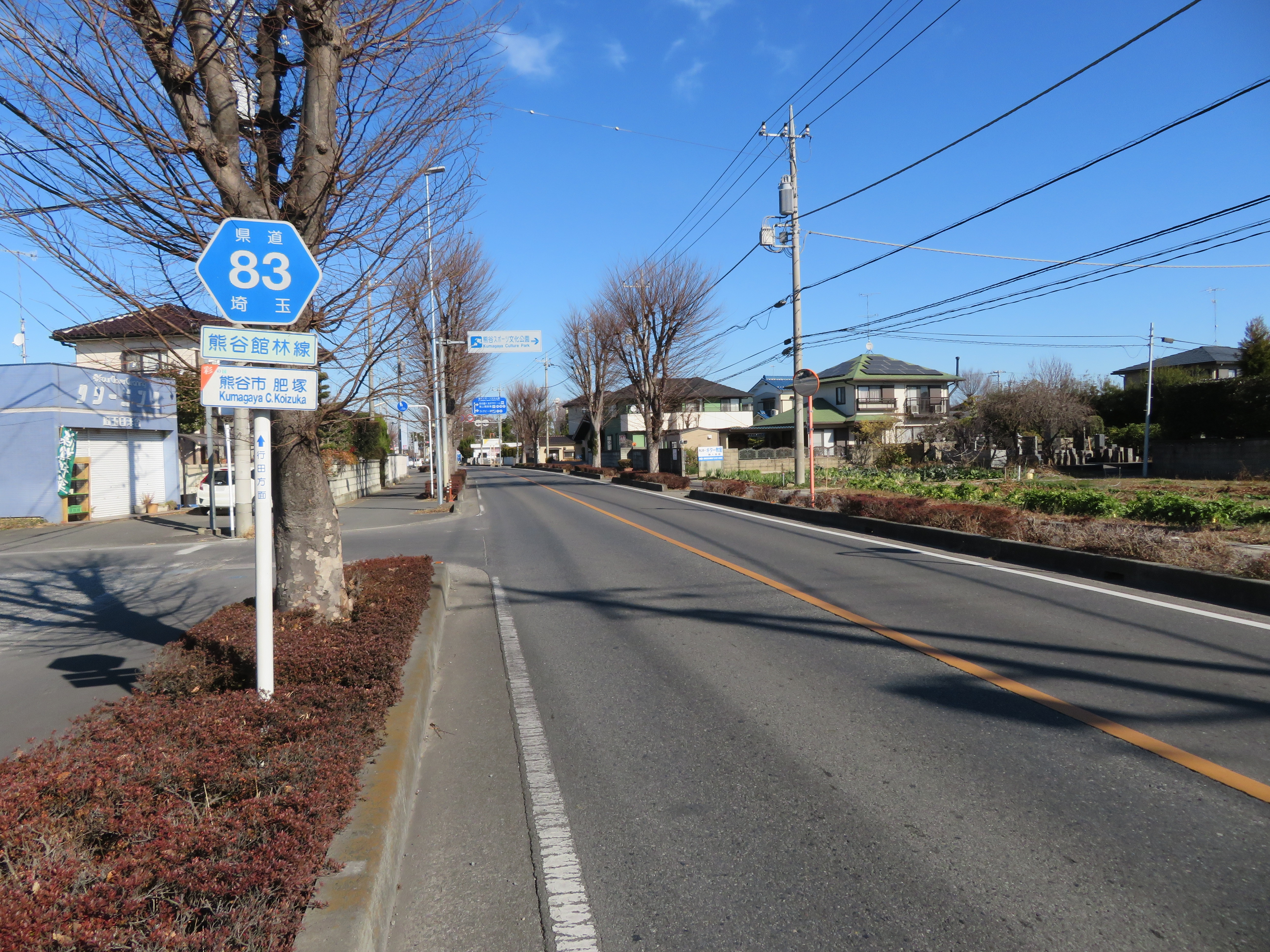
埼玉県熊谷市肥塚付近
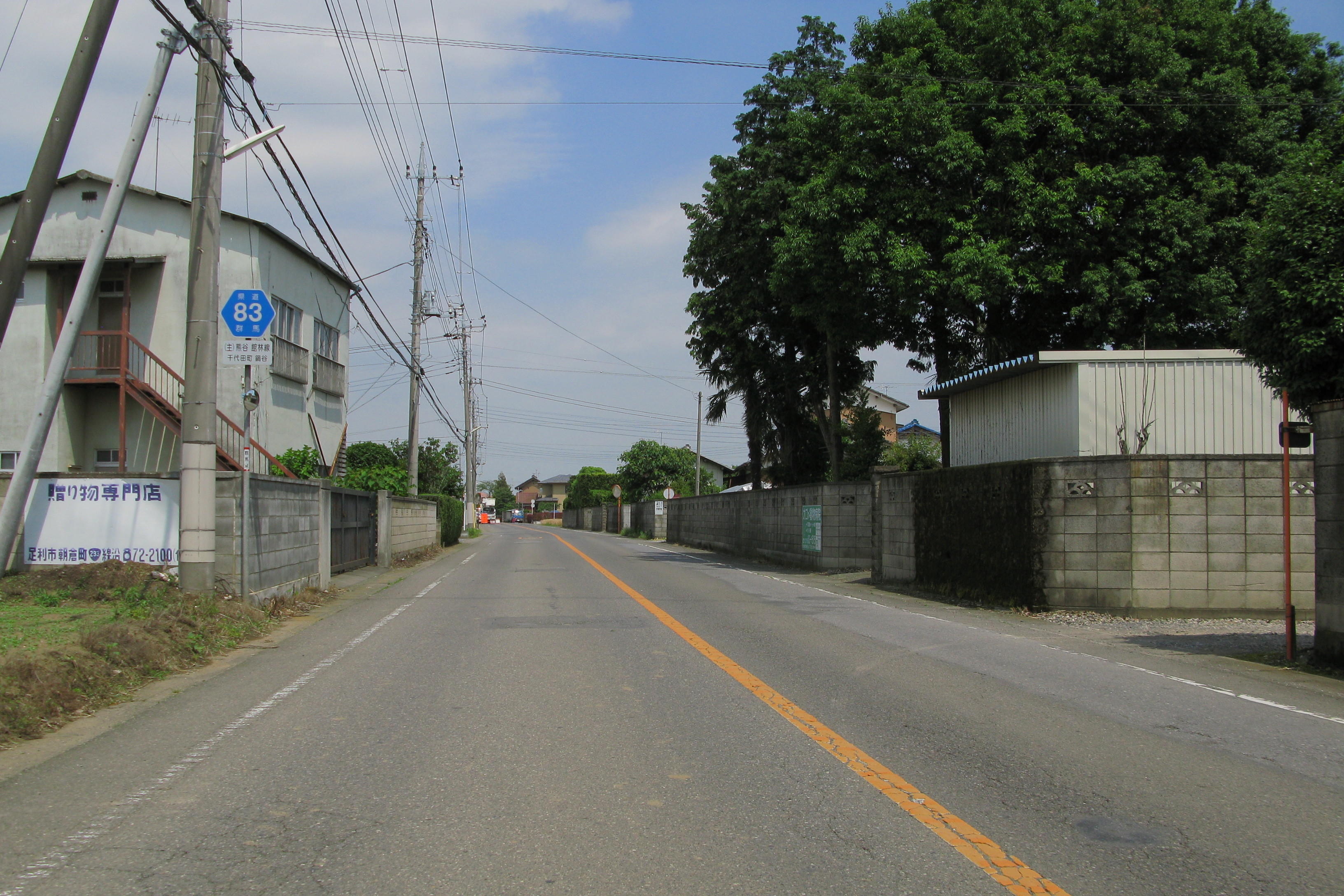
群馬県千代田町鍋谷地区（2012年6月）
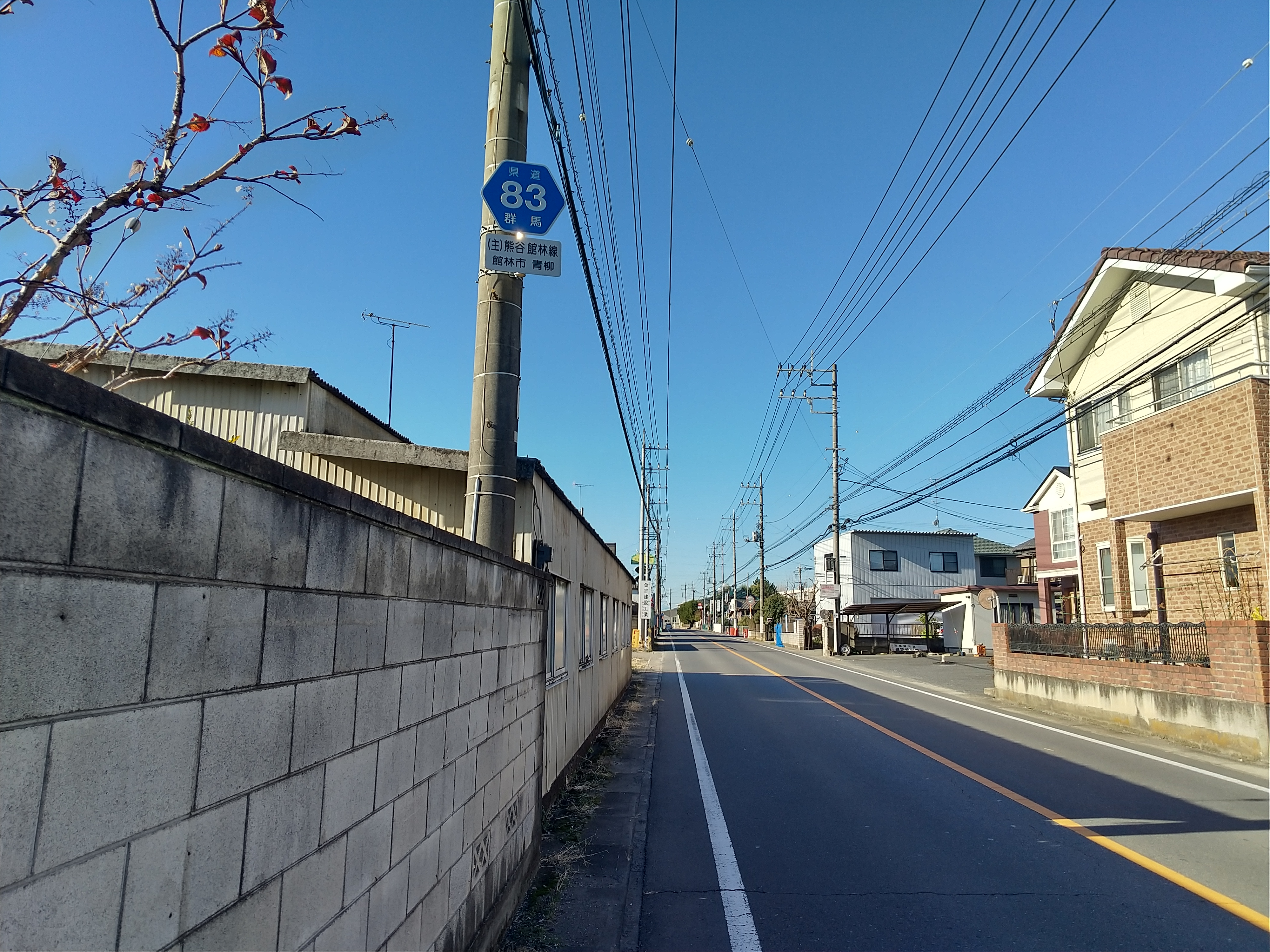
群馬県館林市青柳付近